# Antoine-Laurent de Jussieu
Antoine-Laurent de Jussieu (ejtsd: zsüsziő) (Lyon, 1748. április 12. – Párizs, 1836. szeptember 17.) francia botanikus, aki elsőként foglalkozott a zárvatermők osztályozásával; rendszerének egy része ma is érvényben van. Botanikai szakmunkákban nevének rövidítése: „Juss.”.
Jussieu Lyonban született, Bernard de Jussieu (1699-1777) unokatestvéreként. Még 1763-ban mutatta be a boglárkák (Ranunculales) növényrend leírását a Francia Természettudományi Akadémia (L’ Académie des sciences) előtt, melynek 1773-ban tagjává választották. Párizsban orvosként végzett 1770-ben. 1770-ben váltotta fel Louis-Guillaume Le Monnier-t a Párizsi Füvészkert (Jardin des Plantes) demonstrátoraként. 1794-ben kinevezték az új Természettudományi Múzeum (Musée d'Histoire Naturelle), ahol rögtön könyvtárat alapított. 1804-ben a Párizsi Egyetem orvostudományi karán lett botanikaprofesszor, ezt a posztját 1826-ig megőrizte. 1829-ben a Royal Society külföldi tagjává választották. Mivel idős korára csaknem teljesen megvakult, a múzeum igazgatását átadta fiának, Adrien-Henri-nak, aki szintén botanikus lett.
Szabadkőműves volt, a Les Neuf Sœurs („Kilenc nővér”) páholy tagja.

## Munkássága
A zárvatermők osztályozásáról, Bernard de Jussieu leírását átdolgozva és kiegészítve, 1789-ben jelentette meg Genera plantarum secundum ordines naturales disposita, röviden Genera plantarum c. művét. Ebben olyan módszertant követett, melyben a csoportok meghatározásánál a növények több karakterét vizsgálta meg, melyhez az ötlet a skót-francia természettudós Michel Adansontól származott. Ez jelentős előrelépést jelentett az eredeti linnéi rendszerhez képest, melyben a növényeket csupán porzóik és termőik száma alapján rendezték osztályokba és rendekbe. Jussieu megtartotta a linnéi kettős nevezéktant, így munkájának jelentősége megnőtt az utókor számára; még ma is sok növénycsalád leírójaként Jussieu-t tartjuk számon. Morton 1981-es History of botanical science c. tudománytörténeti munkájában az ICBN által elismert növénycsaládok közül 76-ot talál, melyet még Jussieu írt le és máig megmaradt, míg Linné csak 11 ilyen családdal büszkélkedhet.

## Művei
- 1770: An aeconomiam animalem inter et vegetalem analogiae ou Comparaison de la structure et des fonctions des organes végétaux avec les phénomènes de la vie animale (az állati és növényi szervek szerkezetét, funkcióját hasonlítja össze; diplomamunkája, melyet 1770-ben védett meg Párizsban)
- 1773: Mémoire sur la famille des renonculacées
- 1774: Exposition d'un nouvel ordre de plantes adopté dans les démonstrations du Jardin royal
- Jussieu, Antoine Laurent de. Genera Plantarum, secundum ordines naturales disposita juxta methodum in Horto Regio Parisiensi exaratam (1789). OCLC 315729. Hozzáférés ideje: 2007. február 19.

## Fordítás
- Ez a szócikk részben vagy egészben az Antoine Laurent de Jussieu című angol Wikipédia-szócikk ezen változatának fordításán alapul.  Az eredeti cikk szerkesztőit annak laptörténete sorolja fel. Ez a jelzés csupán a megfogalmazás eredetét és a szerzői jogokat jelzi, nem szolgál a cikkben szereplő információk forrásmegjelöléseként.
- Ez a szócikk részben vagy egészben az Antoine-Laurent de Jussieu című francia Wikipédia-szócikk ezen változatának fordításán alapul.  Az eredeti cikk szerkesztőit annak laptörténete sorolja fel. Ez a jelzés csupán a megfogalmazás eredetét és a szerzői jogokat jelzi, nem szolgál a cikkben szereplő információk forrásmegjelöléseként.